# 格迪翁·泽拉莱姆
格迪翁·泽拉莱姆（英語：Gedion Zelalem；1997年1月26日—），是一名美国足球运动员，曾被外借至蘇格蘭球會格拉斯哥流浪，曾效力英格蘭超級足球聯賽的阿仙奴现效力于美國職業足球大聯盟的紐約城足球會。

## 早年生活
施拉林生於德國柏林，雙親為埃塞俄比亞人。五歲時，他加入BFC Germania 1888青年軍，及後於2003年轉至哈化柏林青年軍。
施拉林於2006年移民至美國華盛頓，並為MSC United、Bethesda Soccer Club及Olney Rangers三間球會的青年軍上陣。

## 職業生涯

### 阿仙奴
阿仙奴球探於施拉林為Olney Rangers上陣時所發現，並邀請他與阿仙奴青年隊一同訓練。於訓練營完結後，被阿仙奴簽入。
2013年，施拉林隨阿仙奴一線隊參與亞洲之旅，於對陣越南明星隊、印尼明星隊以及名古屋鯨魚時有好表現，被視為明日之星，並與前隊長法比加斯相提並論。
2014年1月24日，施拉林首次為一線隊上陣，於英格蘭足總盃對陣高雲地利時入替張伯倫。同年3月，施拉林續約阿仙奴，新合約直至2017年結束。隨後，施拉林亦為阿仙奴於歐聯上陣。

### 格拉斯哥流浪(外借)
2015-16賽季，施拉林被外借至格拉斯哥流浪半季，於對陣艾迪爾聯首次為流浪上陣，助攻占士·泰雲尼亞及馬田·域漢，最終球隊大勝5-0。2016年1月，流浪延長施拉林的租借，直至季尾。2020年轉會到美國職業足球聯賽，紐約城足球隊。

## 國家隊
施拉林有資格為美國、德國或埃塞俄比亞國家隊上陣。埃塞俄比亞教練曾希望施拉林為埃塞俄比亞上陣，可惜遭到拒絕。他曾為德國U15、U16及U17上陣，隨後他退出德國U17大軍名單，並拒絕為德國U18上陣，因為他希望為美國隊上陣。其後他申請成為美國公民，有資格為美國隊上陣。
2015年5月，施拉林獲美國U20邀請，參與2015年U20世界盃足球賽，可惜於八強被塞爾維亞淘汰出局。

## 榮譽
格拉斯哥流浪
- 蘇格蘭足球冠軍聯賽: 2015-16
- 蘇格蘭挑戰盃: 2015